# Літні Олімпійські ігри 2024
Літні Олімпійські ігри 2024 (англ. 2024 Summer Olympics, фр. Jeux Olympiques d'été de 2024, офіційна назва — Ігри XXXIII Олімпіади) — літні Олімпійські ігри, що відбувалися в столиці Франції, Парижі та 16 інших містах в усій європейській частині Франції, а також на Таїті — острові у складі французької заморської країни та заморського колективу Французької Полінезії. На цих Олімпійських іграх відбувся дебют брейкдансу як олімпійського виду спорту, і це були останні Олімпійські ігри, проведені за президентства МОК Томаса Баха. Ігри 2024 року стали першими, на яких однакова кількість чоловіків і жінок серед спортсменів. Очікувалося, що Ігри коштуватимуть 8,3 млрд євро.

## Місце проведення

Естафета вогню XXXIII літніх Олімпійських ігор метрополією Франції з Марселя до Парижа з 8 травня по 7 червня та з 18 червня по 13 липня 2024 року. 9–17 червня факел подорожував заморськими володіннями, за виключенням Нової Каледонії через заворушення

Шістьма містами-кандидатами місця проведення Літніх Олімпійських ігор 2024 були Париж, Гамбург, Бостон, Будапешт, Рим і Лос-Анджелес. Процес проведення конкурсу сповільнився через відкликання заявок, політичну невизначеність і великі витрати на проведення Ігор. Бостон випередив Лос-Анджелес, Сан-Франциско та Вашингтон у внутрішньому голосуванні країни, щоб стати офіційним кандидатом від США. 27 липня 2015 року Бостон та ОК США домовилися про припинення подачі заявки Бостона на проведення Ігор частково через неоднозначні відгуки населення в місті. Гамбург відкликав свою заявку 29 листопада 2015 року після проведення референдуму, Рим — 21 вересня 2016 року, посилаючись на фінансові труднощі, Будапешт — 22 лютого 2017 року після того, як петиція проти приймання Ігор зібрала більше підписів, ніж потрібно для проведення референдуму.
Після цих відмов Виконавча рада МОК зібралася 9 червня 2017 року в Лозанні, Швейцарія, щоб обговорити процеси подання заявок на 2024 і 2028 років. Міжнародний олімпійський комітет офіційно запропонував обрати міста-господарі Олімпійських ігор 2024 і 2028 рр. одночасно у 2017 році, і ця пропозиція була схвалена на позачерговій сесії МОК 11 липня 2017 року в Лозанні. МОК організував процес, у рамках якого йшла дискусія про те, яке місто буде приймати Ігри 2024 та 2028 років і чи можливо вибрати міста-господарі для обох Ігор одночасно.
Після рішення про одночасне голосування кандидатів на проведення Ігор 2024 і 2028 вирішили, що Париж є пріоритетним місцем проведення Ігор 2024 року. 31 липня 2017 року МОК оголосив Лос-Анджелес єдиним кандидатом на проведення Ігор 2028 року. Обидва рішення ратифікували на 131-й сесії МОК 13 вересня того ж року. Місто, яке прийме Літні Олімпійські та Паралімпійські ігри, оголосили в Лімі (Перу). Двоє французьких членів МОК, Ґі Дрю й Тоні Естанге, не мали права голосу за правилами Олімпійської хартії.
| Кандидати | Країна  | 1-й раунд  |
| Париж     | Франція | Одностайно |

## Символи

### Емблема
Початковий варіант емблеми містив добре впізнаваний символ Парижа — Ейфелеву вежу.
У жовтні 2019 року був представлений остаточний логотип літніх Олімпійських та Паралімпійських ігор 2024. Емблема містить зображення олімпійського вогню в золотій медалі, а волосся й губи, зображені на емблемі, створюють образ Маріанни — уособлення Французької Республіки з часів революції 1789 року. Використання жіночого зображення служить даниною поваги до Літніх Олімпійських ігор 1900 року в Парижі, в яких уперше взяли участь жінки.
У 2024 році літні Паралімпійські ігри вперше без будь-яких відмінностей матимуть той же логотип, що і їхні відповідні Олімпійські ігри.

## Олімпійські об'єкти

### Великий Париж
| Місце проведення                    | Змагання                                                            | Вмістимість |
| ----------------------------------- | ------------------------------------------------------------------- | ----------- |
| Олімпійський стадіон «Ів дю Мануар» | Хокей на траві                                                      | 15 000      |
| «Стад де Франс»                     | Регбі-7                                                             | 77 083      |
| «Стад де Франс»                     | Легка атлетика                                                      | 77 083      |
| «Стад де Франс»                     | Церемонія закриття                                                  | 77 083      |
| Арена «Дефанс»                      | Водні види спорту (плавання, фінал водного поло)                    | 15 220      |
| Арена «Порте Де Ля Шафель»          | Бадмінтон                                                           | 8 000       |
| Арена «Порте Де Ля Шафель»          | Художня Гімнастика                                                  | 8 000       |
| Центр водних видів спорту Парижу    | Водні види спорту (водне поло, стрибки у воду, артистичне плавання) | 5,000       |
| Центр скелелазіння Ле-Бурже         | Спортивне скелелазіння                                              | 5 000       |
| Виставковий центр Париж Норд        | Бокс (попередні раунди, чвертьфінали)                               | 6 000       |
| Виставковий центр Париж Норд        | Сучасне п'ятиборство (фехтування)                                   | 6 000       |

### Зона «Центр Парижа»
| Місце проведення      | Змагання                          | Вмістимість |
| --------------------- | --------------------------------- | ----------- |
| «Парк де Пренс»       | Футбол (групова стадія та фінали) | 48 583      |
| Стадіон Ролан Гаррос  | Теніс                             | 36 000      |
| Стадіон Ролан Гаррос  | Бокс (фінали)                     | 36 000      |
| Арена Південний Париж | Волейбол                          | 12 000      |
| Арена Південний Париж | Настільний теніс                  | 6 000       |
| Арена Південний Париж | Гандбол (попередні раунди)        | 6 000       |
| Арена Південний Париж | Важка атлетика                    | 6 000       |
| АккорГотелс Арена     | Артистична гімнастика та трамплін | 15 000      |
| АккорГотелс Арена     | Баскетбол (фінали)                | 15 000      |
| Великий палац         | Фехтування                        | 8 000       |
| Великий палац         | Тхеквондо                         | 8 000       |
| Площа Згоди           | Баскетбол (3x3)                   | 30 000      |
| Площа Згоди           | Брейкданс                         | 30 000      |
| Площа Згоди           | BMX фристайл                      | 30 000      |
| Площа Згоди           | Скейтбординг                      | 30 000      |
| Отель-де-Віль         | Марафон (старт)                   |             |
| Міст Александра III   | Водні види спорту (марафон)       | 1 000       |
| Міст Александра III   | Тріатлон                          | 1 000       |
| Міст Александра III   | Велоспорт (фініш у гонці на час)  | 1 000       |
| Єнський міст          | Спортивна ходьба                  | 13 000      |
| Єнський міст          | Велоспорт (шосе)                  | 13 000      |
| Марсове поле          | Пляжний волейбол                  | 12 000      |
| Гран-Пале-Ефемер      | Дзюдо                             | 9 000       |
| Гран-Пале-Ефемер      | Боротьба                          | 9 000       |
| Дім Інвалідів         | Стрільба з лука                   | 8 000       |
| Дім Інвалідів         | Марафон (фініш)                   | 8 000       |
| Дім Інвалідів         | Велоспорт (старт у гонці на час)  | 8 000       |

### Версаль
| Місце проведення          | Змагання                                | Вмістимість |
| ------------------------- | --------------------------------------- | ----------- |
| Сади Версальського палацу | Кінний спорт                            | 80 000      |
| Сади Версальського палацу | Сучасне п'ятиборство (окрім фехтування) | 80 000      |
| Le Golf National          | Гольф                                   | 35 000      |
| Пагорб Еланкур            | Велоспорт (Маунтинбайк)                 | 25 000      |
| Національний велодром     | Велоспорт (Велотрек)                    | 5,000       |
| Національний велодром     | Велоспорт (BMX гонки)                   | 5 000       |

### За містом
| Місце проведення                                                      | Змагання                                                         | Вмістимість |
| --------------------------------------------------------------------- | ---------------------------------------------------------------- | ----------- |
| Стадіон П'єр Моруа, Лілль                                             | Баскетбол (групова стадія)                                       | 26 000      |
| Стадіон П'єр Моруа, Лілль                                             | Гандбол (фінали)                                                 | 26 000      |
| Національний олімпійський морський стадіон Уль-де-Франс, Вер-сюр-Марн | Академічне веслування                                            | 22 000      |
| Національний олімпійський морський стадіон Уль-де-Франс, Вер-сюр-Марн | Каное-Байдарка (Слалом, спринт)                                  | 22 000      |
| Парк Олімпік Ліонне, Рона                                             | Футбол (групова стадія, чвертьфінали, півфінали)                 | 59 186      |
| Стад де ла Божуар, Нант                                               | Футбол (групова стадія, чвертьфінали, півфінали, матч за бронзу) | 35 322      |
| Велодром, Марсель                                                     | Футбол (групова стадія, чвертьфінали, півфінали)                 | 67 394      |
| Новий стадіон, Бордо                                                  | Футбол (групова стадія, чвертьфінали)                            | 42 115      |
| Жоффруа Гішар, Сент-Етьєн                                             | Футбол (групова стадія)                                          | 41 965      |
| Альянц Рив'єра, Ніцца                                                 | Футбол (групова стадія)                                          | 35 624      |
| Марсельська затока                                                    | Вітрильний спорт                                                 | 5 000       |
| Теахупоо, Таїті                                                       | Серфінг                                                          | 5 000       |
| Національний стрілецький центр, Шатору                                | Стрільба                                                         | 3 000       |

## Церемонія відкриття
Церемонія відкриття почалася о 19:30 26 липня 2024 року. Це стало другим випадком в історії, коли відкриття Олімпійських ігор відбулося за межами стадіону (першою була церемонія відкриття Літніх юнацьких Олімпійських ігор 2018 року). Парад націй проходив у рамках параду човнів по Сені від мосту Аустерліц до Єнського мосту, а офіційний протокол відбувся на площі Трокадеро на тимчасовому «міні-стадіоні». Очікувалося, що 320 000 глядачів вишикуються берегами річки Сени, щоб побачити проходження 80 човнів із відомими спортсменами. Маршрут параду довжиною 6 кілометрів (3,7 милі) показував культурні елементи церемонії та види на визначні пам'ятки Парижа. Постановником церемонії літніх Олімпійських та Паралімпійських ігор 2024 року виступив режисер Тома Жоллі.

## Змагання
У програмі Олімпійських ігор 2024 представлено 32 види спорту. Для поліпшення програми та загальної концепції ігор до 28-ми основних олімпійських видів спорту як додаткові були обрані брейк-данс, спортивне скелелазіння, скейтбординг і серфінг, які дали змогу встановити новий стандарт для інклюзивних, гендерно збалансованих, орієнтованих на молодь ігор.

### Види спорту
- Академічне веслування
- Бадмінтон
- Баскетбол
  - Баскетбол
  - Баскетбол 3×3
- Бокс
- Брейкданс
- Боротьба
  - Вільна
  - Греко-римська
- Велоспорт
  - BMX
  - BMX-фристайл
  - Трекові гонки
  - Маунтинбайк
  - Шосейні гонки
- Водні види спорту
  -  Артистичне плавання
  -  Водне поло
  -  Плавання
  -  Стрибки у воду
- Волейбол
  - Волейбол
  - Пляжний волейбол
- Гандбол
- Гольф
- Веслування на байдарках і каное
- Гімнастика
  -  Стрибки на батуті
  -  Спортивна гімнастика
  -  Художня гімнастика
- Дзюдо
- Кінний спорт
  - Виїздка
  - Конкур
  - Триборство
- Легка атлетика
- Настільний теніс
- Вітрильний спорт
- Регбі-7
- Серфінг
- Скейтбординг
- Сучасне п'ятиборство
- Спортивне скелелазіння
- Стрільба
  - Кульова
  - Стендова
- Стрільба з лука
- Теніс
- Тріатлон
- Тхеквондо
- Важка атлетика
- Фехтування
- Футбол
- Хокей на траві

## Учасники
На початку лютого 2023 року на офіційних рівнях у США, Великій Британії та Франції прозвучали рішення щодо блокування участі російських і білоруських спортсменів на Олімпійських іграх у Парижі 2024 року. 22 червня 2023 року Парламентська асамблея Ради Європи (ПАРЄ) ухвалила резолюцію з рекомендацією МОК не допустити російських і білоруських атлетів на Олімпійські та Паралімпійські ігри в Парижі навіть під нейтральним прапором. Це рішення ухвалили 71 голосами «за» (4 «проти»).

### Список НОК
| Збірні, що беруть участь |
| --- |
| - Австралія (460) - Австрія (78) - Азербайджан (47) - Албанія (8) - Алжир (45) - Американське Самоа (2) - Американські Віргінські острови (5) - Ангола (24) - Андорра (2) - Антигуа і Барбуда (5) - Аргентина (136) - Аруба (6) - Афганістан (6) - Багамські Острови (18) - Бангладеш (5) - Барбадос (4) - Бахрейн (13) - Беліз (1) - Бельгія (166) - Бенін (5) - Бермуди (8) - Болгарія (46) - Болівія (4) - Боснія і Герцеговина (5) - Ботсвана (11) - Бразилія (274) - Британські Віргінські Острови (4) - Бруней (3) - Буркіна-Фасо (8) - Бурунді (7) - Бутан (3) - Вануату (6) - Велика Британія (327) - Венесуела (33) - В'єтнам (16) - Вірменія (11) - Габон (5) - Гаїті (7) - Гамбія (7) - Гана (8) - Гаяна (5) - Гватемала (16) - Гвінея (24) - Гвінея-Бісау (6) - Гондурас (4) - Гонконг (36) - Гренада (6) - Греція (100) - Грузія (28) - Гуам (8) - Данія (124) - Демократична Республіка Конго (6) - Джибуті (7) - Домініка (4) - Домініканська Республіка (58) - Еквадор (40) - Екваторіальна Гвінея (3) - Еритрея (12) - Естонія (24) - Ефіопія (34) - Єгипет (148) - Ємен (4) - Замбія (27) - Зімбабве (7) - Збірна біженців (37) - Індивідуальні нейтральні атлети (32) - Ізраїль (88) - Індонезія (29) - Індія (112) - Ірак (22) - Іран (40) - Ірландія (134) - Ісландія (5) - Іспанія (383) - Італія (371) - Йорданія (12) - Кабо-Верде (7) - Казахстан (79) - Кайманові Острови (4) - Камбоджа (3) - Камерун (6) - Канада (315) - Катар (14) - Кенія (72) - Киргизстан (16) - Китай (388) - Китайський Тайбей (60) - Кіпр (7) - Кірибаті (3) - Колумбія (87) - Коморські Острови (4) - Косово (9) - Коста-Рика (6) - Кот-д'Івуар (11) - Куба (61) - Кувейт (9) - Лаос (4) - Латвія (29) - Лесото (3) - Литва (50) - Ліберія (8) - Ліван (10) - Лівія (6) - Ліхтенштейн (1) - Люксембург (14) - Маврикій (13) - Мавританія (2) - Мадагаскар (7) - Малаві (3) - Малайзія (26) - Малі (23) - Мальдіви (5) - Мальта (5) - Марокко (59) - Маршаллові Острови (4) - Мексика (107) - Мозамбік (7) - Молдова (26) - Монако (32) - Монголія (18) - М'янма (2) - Намібія (4) - Науру (1) - Непал (7) - Нігер (7) - Нігерія (88) - Нідерланди (258) - Нікарагуа (7) - Німеччина (428) - Нова Зеландія (195) - Норвегія (107) - Об'єднані Арабські Емірати (13) - Оман (4) - Острови Кука (2) - Пакистан (7) - Палау (3) - Палестина (8) - Панама (8) - Папуа Нова Гвінея (7) - ПАР (149) - Парагвай (28) - Перу (26) - Польща (210) - Португалія (73) - Пуерто-Рико (51) - Південна Корея (141) - Південний Судан (14) - Північна Корея (16) - Північна Македонія (7) - Республіка Конго (4) - Руанда (8) - Румунія (106) - Сальвадор (8) - Самоа (24) - Сан-Марино (5) - Сан-Томе і Принсіпі (3) - Саудівська Аравія (9) - Свазіленд (3) - Сейшельські Острови (3) - Сенегал (11) - Сент-Вінсент і Гренадини (4) - Сент-Кіттс і Невіс (3) - Сент-Люсія (4) - Сербія (112) - Сирія (6) - Сінгапур (23) - Словаччина (28) - Словенія (90) - Соломонові Острови (2) - Сомалі (1) - Судан (3) - Суринам (5) - Східний Тимор (4) - США (592) - Сьєрра-Леоне (4) - Таджикистан (14) - Таїланд (51) - Танзанія (7) - Того (5) - Тонга (4) - Тринідад і Тобаго (18) - Тувалу (2) - Туніс (27) - Туреччина (102) - Туркменістан (6) - Уганда (24) - Угорщина (170) - Узбекистан (86) - Україна (140) - Уругвай (25) - Федеративні Штати Мікронезії (3) - Фіджі (33) - Філіппіни (22) - Фінляндія (56) - Франція (573) господарка - Хорватія (73) - Центральноафриканська Республіка (4) - Чад (3) - Чехія (112) - Чилі (48) - Чорногорія (19) - Швейцарія (127) - Швеція (117) - Шрі-Ланка (6) - Ямайка (58) - Японія (403) |

### НОК за кількістю спортсменів
| №   | Країна                                 | Спортсменів |
| --- | -------------------------------------- | ----------- |
| 1   | США (USA)                              | 592         |
| 2   | Франція (FRA) господарка               | 573         |
| 3   | Австралія (AUS)                        | 460         |
| 4   | Німеччина (GER)                        | 428         |
| 5   | Японія (JPN)                           | 403         |
| 6   | Китай (CHN)                            | 388         |
| 7   | Іспанія (ESP)                          | 383         |
| 8   | Італія (ITA)                           | 371         |
| 9   | Велика Британія (GBR)                  | 327         |
| 10  | Канада (CAN)                           | 315         |
| 11  | Бразилія (BRA)                         | 274         |
| 12  | Нідерланди (NED)                       | 258         |
| 13  | Польща (POL)                           | 210         |
| 14  | Нова Зеландія (NZL)                    | 195         |
| 15  | Угорщина (HUN)                         | 170         |
| 16  | Бельгія (BEL)                          | 165         |
| 17  | ПАР (RSA)                              | 149         |
| 18  | Єгипет (EGY)                           | 148         |
| 19  | Південна Корея (KOR)                   | 141         |
| 20  | Україна (UKR)                          | 140         |
| 21  | Аргентина (ARG)                        | 136         |
| 22  | Ірландія (IRL)                         | 134         |
| 23  | Швейцарія (SUI)                        | 127         |
| 24  | Данія (DEN)                            | 124         |
| 25  | Індія (IND)                            | 117         |
| 25  | Швеція (SWE)                           | 117         |
| 27  | Сербія (SRB)                           | 113         |
| 28  | Чехія (CZE)                            | 111         |
| 29  | Мексика (MEX)                          | 107         |
| 29  | Норвегія (NOR)                         | 107         |
| 31  | Румунія (ROU)                          | 106         |
| 32  | Туреччина (TUR)                        | 102         |
| 33  | Греція (GRE)                           | 100         |
| 34  | Словенія (SLO)                         | 90          |
| 35  | Ізраїль (ISR)                          | 88          |
| 35  | Нігерія (NGR)                          | 88          |
| 37  | Колумбія (COL)                         | 87          |
| 38  | Узбекистан (UZB)                       | 86          |
| 39  | Казахстан (KAZ)                        | 79          |
| 40  | Австрія (AUT)                          | 78          |
| 41  | Хорватія (CRO)                         | 73          |
| 41  | Португалія (POR)                       | 73          |
| 43  | Кенія (KEN)                            | 72          |
| 44  | Куба (CUB)                             | 61          |
| 45  | Китайський Тайбей (TPE)                | 60          |
| 45  | Марокко (MAR)                          | 60          |
| 47  | Домініканська Республіка (DOM)         | 58          |
| 47  | Ямайка (JAM)                           | 58          |
| 49  | Фінляндія (FIN)                        | 56          |
| 50  | Пуерто-Рико (PUR)                      | 51          |
| 50  | Таїланд (THA)                          | 51          |
| 52  | Литва (LTU)                            | 50          |
| 53  | Чилі (CHI)                             | 48          |
| 53  | Азербайджан (AZE)                      | 48          |
| 55  | Болгарія (BUL)                         | 47          |
| 56  | Алжир (ALG)                            | 45          |
| 57  | Еквадор (ECU)                          | 40          |
| 57  | Іран (IRI)                             | 40          |
| 59  | Збірна біженців (EOR)                  | 37          |
| 60  | Гонконг (HKG)                          | 36          |
| 61  | Ефіопія (ETH)                          | 34          |
| 62  | Фіджі (FIJ)                            | 33          |
| 62  | Венесуела (VEN)                        | 33          |
| 64  | Індивідуальні нейтральні атлети (AIN)  | 32          |
| 64  | Монголія (MGL)                         | 32          |
| 66  | Індонезія (INA)                        | 29          |
| 66  | Латвія (LAT)                           | 29          |
| 68  | Грузія (GEO)                           | 28          |
| 68  | Парагвай (PAR)                         | 28          |
| 68  | Словаччина (SVK)                       | 28          |
| 71  | Туніс (TUN)                            | 27          |
| 71  | Замбія (ZAM)                           | 27          |
| 73  | Малайзія (MAS)                         | 26          |
| 73  | Молдова (MDA)                          | 26          |
| 73  | Перу (PER)                             | 26          |
| 76  | Уругвай (URU)                          | 25          |
| 77  | Ангола (ANG)                           | 24          |
| 77  | Естонія (EST)                          | 24          |
| 77  | Гвінея (GUI)                           | 24          |
| 77  | Самоа (SAM)                            | 24          |
| 77  | Уганда (UGA)                           | 24          |
| 82  | Малі (MLI)                             | 23          |
| 82  | Сінгапур (SGP)                         | 23          |
| 84  | Ірак (IRQ)                             | 22          |
| 84  | Філіппіни (PHI)                        | 22          |
| 86  | Чорногорія (MNE)                       | 19          |
| 87  | Багамські Острови (BAH)                | 18          |
| 87  | Тринідад і Тобаго (TTO)                | 18          |
| 89  | Кіпр (CYP)                             | 16          |
| 89  | Гватемала (GUA)                        | 16          |
| 89  | Киргизстан (KGZ)                       | 16          |
| 89  | Північна Корея (PRK)                   | 16          |
| 89  | В'єтнам (VIE)                          | 16          |
| 94  | Вірменія (ARM)                         | 15          |
| 95  | Люксембург (LUX)                       | 14          |
| 95  | Катар (QAT)                            | 14          |
| 95  | Південний Судан (SSD)                  | 14          |
| 95  | Таджикистан (TJK)                      | 14          |
| 99  | Бахрейн (BRN)                          | 13          |
| 99  | Маврикій (MRI)                         | 13          |
| 99  | Об'єднані Арабські Емірати (UAE)       | 13          |
| 102 | Еритрея (ERI)                          | 12          |
| 102 | Йорданія (JOR)                         | 12          |
| 104 | Ботсвана (BOT)                         | 11          |
| 104 | Кот-д'Івуар (CIV)                      | 11          |
| 104 | Сенегал (SEN)                          | 11          |
| 107 | Ліван (LBN)                            | 10          |
| 108 | Косово (KOS)                           | 9           |
| 108 | Кувейт (KUW)                           | 9           |
| 108 | Саудівська Аравія (KSA)                | 9           |
| 111 | Албанія (ALB)                          | 8           |
| 111 | Бермуди (BER)                          | 8           |
| 111 | Буркіна-Фасо (BUR)                     | 8           |
| 111 | Сальвадор (ESA)                        | 8           |
| 111 | Гана (GHA)                             | 8           |
| 111 | Гуам (GUM)                             | 8           |
| 111 | Ліберія (LBR)                          | 8           |
| 111 | Палестина (PLE)                        | 8           |
| 111 | Панама (PAN)                           | 8           |
| 111 | Руанда (RWA)                           | 8           |
| 121 | Бурунді (BDI)                          | 7           |
| 121 | Кабо-Верде (CPV)                       | 7           |
| 121 | Джибуті (DJI)                          | 7           |
| 121 | Гамбія (GAM)                           | 7           |
| 121 | Гаїті (HAI)                            | 7           |
| 121 | Мадагаскар (MAD)                       | 7           |
| 121 | Мозамбік (MOZ)                         | 7           |
| 121 | Непал (NEP)                            | 7           |
| 121 | Нікарагуа (NCA)                        | 7           |
| 121 | Нігер (NIG)                            | 7           |
| 121 | Північна Македонія (MKD)               | 7           |
| 121 | Пакистан (PAK)                         | 7           |
| 121 | Папуа Нова Гвінея (PNG)                | 7           |
| 121 | Танзанія (TAN)                         | 7           |
| 121 | Зімбабве (ZIM)                         | 7           |
| 136 | Афганістан (AFG)                       | 6           |
| 136 | Аруба (ARU)                            | 6           |
| 136 | Камерун (CMR)                          | 6           |
| 136 | Коста-Рика (CRC)                       | 6           |
| 136 | Демократична Республіка Конго (COD)    | 6           |
| 136 | Гренада (GRN)                          | 6           |
| 136 | Гвінея-Бісау (GBS)                     | 6           |
| 136 | Лівія (LBA)                            | 6           |
| 136 | Монако (MON)                           | 6           |
| 136 | Шрі-Ланка (SRI)                        | 6           |
| 136 | Сирія (SYR)                            | 6           |
| 136 | Туркменістан (TKM)                     | 6           |
| 136 | Вануату (VAN)                          | 6           |
| 149 | Антигуа і Барбуда (ANT)                | 5           |
| 149 | Бангладеш (BAN)                        | 5           |
| 149 | Бенін (BEN)                            | 5           |
| 149 | Боснія і Герцеговина (BIH)             | 5           |
| 149 | Габон (GAB)                            | 5           |
| 149 | Гаяна (GUY)                            | 5           |
| 149 | Ісландія (ISL)                         | 5           |
| 149 | Мальдіви (MDV)                         | 5           |
| 149 | Мальта (MLT)                           | 5           |
| 149 | Сан-Марино (SMR)                       | 5           |
| 149 | Суринам (SUR)                          | 5           |
| 149 | Того (TOG)                             | 5           |
| 149 | Американські Віргінські Острови (ISV)  | 5           |
| 162 | Барбадос (BAR)                         | 4           |
| 162 | Британські Віргінські Острови (IVB)    | 4           |
| 162 | Болівія (BOL)                          | 4           |
| 162 | Кайманові Острови (CAY)                | 4           |
| 162 | Центральноафриканська Республіка (CAF) | 4           |
| 162 | Коморські Острови (COM)                | 4           |
| 162 | Домініка (DMA)                         | 4           |
| 162 | Східний Тимор (TLS)                    | 4           |
| 162 | Гондурас (HON)                         | 4           |
| 162 | Лаос (LAO)                             | 4           |
| 162 | Маршаллові Острови (MHL)               | 4           |
| 162 | Намібія (NAM)                          | 4           |
| 162 | Оман (OMA)                             | 4           |
| 162 | Республіка Конго (CGO)                 | 4           |
| 162 | Сент-Вінсент і Гренадини (VIN)         | 4           |
| 162 | Сент-Люсія (LCA)                       | 4           |
| 162 | Сьєрра-Леоне (SLE)                     | 4           |
| 162 | Судан (SUD)                            | 4           |
| 162 | Тонга (TGA)                            | 4           |
| 162 | Ємен (YEM)                             | 4           |
| 182 | Бутан (BHU)                            | 3           |
| 182 | Бруней (BRU)                           | 3           |
| 182 | Камбоджа (CAM)                         | 3           |
| 182 | Чад (CHA)                              | 3           |
| 182 | Екваторіальна Гвінея (GEQ)             | 3           |
| 182 | Свазіленд (SWZ)                        | 3           |
| 182 | Федеративні Штати Мікронезії (FSM)     | 3           |
| 182 | Кірибаті (KIR)                         | 3           |
| 182 | Лесото (LES)                           | 3           |
| 182 | Малаві (MAW)                           | 3           |
| 182 | Палау (PLW)                            | 3           |
| 182 | Сент-Кіттс і Невіс (SKN)               | 3           |
| 182 | Сан-Томе і Принсіпі (STP)              | 3           |
| 182 | Сейшельські Острови (SEY)              | 3           |
| 196 | Американське Самоа (ASA)               | 2           |
| 196 | Андорра (AND)                          | 2           |
| 196 | Острови Кука (COK)                     | 2           |
| 196 | Мавританія (MTN)                       | 2           |
| 196 | М'янма (MYA)                           | 2           |
| 196 | Соломонові Острови (SOL)               | 2           |
| 196 | Тувалу (TUV)                           | 2           |
| 203 | Беліз (BIZ)                            | 1           |
| 203 | Ліхтенштейн (LIE)                      | 1           |
| 203 | Науру (NRU)                            | 1           |
| 203 | Сомалі (SOM)                           | 1           |

## Розклад змагань
Розклад подано згідно з останнім оновленням. Його можуть коригувати до кінця змагань
.
Вказано центральноєвропейський літній час (UTC+2)
| ЦВ | Церемонія відкриття | ● | Попередні змагання в дисциплінах | 1 | Розіграш медалей у дисциплінах | ЦЗ | Церемонія закриття |

| Липень/серпень 2024             | Липень/серпень 2024         | Липень  | Липень | Липень  | Липень | Липень | Липень | Липень  | Липень  | Серпень | Серпень | Серпень | Серпень | Серпень | Серпень | Серпень | Серпень | Серпень | Серпень           | Серпень | Дисципліни |
| Липень/серпень 2024             | Липень/серпень 2024         | 24 Сер  | 25 Чет | 26 П'ят | 27 Суб | 28 Нед | 29 Пон | 30 Вів  | 31 Сер  | 1 Чет   | 2 П'ят  | 3 Суб   | 4 Нед   | 5 Пон   | 6 Вів   | 7 Сер   | 8 Чет   | 9 П'ят  | 10 Суб            | 11 Нед  | Дисципліни |
| ------------------------------- | --------------------------- | ------- | ------ | ------- | ------ | ------ | ------ | ------- | ------- | ------- | ------- | ------- | ------- | ------- | ------- | ------- | ------- | ------- | ----------------- | ------- | ---------- |
| Церемонії                       | Церемонії                   |         |        | ЦВ      |        |        |        |         |         |         |         |         |         |         |         |         |         |         |                   | ЦЗ      | Н/Д        |
| Водні види спорту               | Артистичне плавання         |         |        |         |        |        |        |         |         |         |         |         |         | ●       | ●       | 1       |         | ●       | 1                 |         | 2          |
| Водні види спорту               | Стрибки у воду              |         |        |         | 1      |        | 1      |         | 1       |         | 1       |         |         | ●       | 1       | ●       | 1       | 1       | 1                 |         | 8          |
| Водні види спорту               | Марафонське плавання        |         |        |         |        |        |        |         |         |         |         |         |         |         |         |         | 1       | 1       |                   |         | 2          |
| Водні види спорту               | Плавання                    |         |        |         | 4      | 3      | 5      | 3       | 5       | 4       | 3       | 4       | 4       |         |         |         |         |         |                   |         | 35         |
| Водні види спорту               | Водне поло                  |         |        |         | ●      | ●      | ●      | ●       | ●       | ●       | ●       | ●       | ●       | ●       | ●       | ●       | ●       | ●       | 1                 | 1       | 2          |
| Стрільба з лука                 | Стрільба з лука             |         | ●      |         |        | 1      | 1      | ●       | ●       | ●       | 1       | 1       | 1       |         |         |         |         |         |                   |         | 5          |
| Легка атлетика                  | Легка атлетика              |         |        |         |        |        |        |         |         | 2       | 1       | 5       | 3       | 4       | 5       | 5       | 5       | 8       | 9                 | 1       | 48         |
| Бадмінтон                       | Бадмінтон                   |         |        |         | ●      | ●      | ●      | ●       | ●       | ●       | 1       | 1       | 1       | 2       |         |         |         |         |                   |         | 5          |
| Баскетбол                       | Баскетбол                   |         |        |         | ●      | ●      | ●      | ●       | ●       | ●       | ●       | ●       | ●       |         | ●       | ●       | ●       | ●       | 1                 | 1       | 2          |
| Баскетбол                       | Баскетбол 3×3               |         |        |         |        |        |        | ●       | ●       | ●       | ●       | ●       | ●       | 2       |         |         |         |         |                   |         | 2          |
| Бокс                            | Бокс                        |         |        |         | ●      | ●      | ●      | ●       | ●       | ●       | ●       | ●       | ●       |         | 1       | 2       | 2       | 4       | 4                 |         | 13         |
| Брейкданс                       | Брейкданс                   |         |        |         |        |        |        |         |         |         |         |         |         |         |         |         |         | 1       | 1                 |         | 2          |
| Веслування на байдарках і каное | Слалом                      |         |        |         | ●      | 1      | 1      | ●       | 1       | 1       | ●       | ●       | ●       | 2       |         |         |         |         |                   |         | 6          |
| Веслування на байдарках і каное | Спринт                      |         |        |         |        |        |        |         |         |         |         |         |         |         | ●       | ●       | 3       | 4       | 3                 |         | 10         |
| Велоспорт                       | Велоперегони на шосе        |         |        |         | 2      |        |        |         |         |         |         | 1       | 1       |         |         |         |         |         |                   |         | 4          |
| Велоспорт                       | Велоперегони на треку       |         |        |         |        |        |        |         |         |         |         |         |         | 1       | 1       | 2       | 2       | 2       | 1                 | 3       | 12         |
| Велоспорт                       | BMX                         |         |        |         |        |        |        | ●       | 2       | ●       | 2       |         |         |         |         |         |         |         |                   |         | 4          |
| Велоспорт                       | Маунтінбайк                 |         |        |         |        | 1      | 1      |         |         |         |         |         |         |         |         |         |         |         |                   |         | 2          |
| Кінний спорт                    |                             |         |        |         |        |        |        |         |         |         |         |         |         |         |         |         |         |         |                   |         |            |
| Виїздка                         |                             |         |        |         |        |        | ●      | ●       |         |         | 1       | 1       |         |         |         |         |         |         |                   | 2       |            |
| Триборство                      |                             |         |        | ●       | ●      | 2      |        |         |         |         |         |         |         |         |         |         |         |         |                   | 2       |            |
| Конкур                          |                             |         |        |         |        |        |        |         | ●       | 1       |         |         | ●       | 1       |         |         |         |         |                   | 2       |            |
| Фехтування                      | Фехтування                  |         |        |         | 2      | 2      | 2      | 1       | 1       | 1       | 1       | 1       | 1       |         |         |         |         |         |                   |         | 12         |
| Хокей на траві                  | Хокей на траві              |         |        |         | ●      | ●      | ●      | ●       | ●       | ●       | ●       | ●       | ●       | ●       | ●       | ●       | 1       | 1       |                   |         | 2          |
| Футбол                          | Футбол                      | ●       | ●      |         | ●      | ●      |        | ●       | ●       |         | ●       | ●       |         | ●       | ●       |         | ●       | 1       | 1                 |         | 2          |
| Гольф                           | Гольф                       |         |        |         |        |        |        |         |         | ●       | ●       | ●       | 1       |         |         | ●       | ●       | ●       | 1                 |         | 2          |
| Гімнастика                      | Спортивна                   |         |        |         | ●      | ●      | 1      | 1       | 1       | 1       |         | 3       | 3       | 4       |         |         |         |         |                   |         | 14         |
| Гімнастика                      | Художня                     |         |        |         |        |        |        |         |         |         |         |         |         |         |         |         | ●       | 1       | 1                 |         | 2          |
| Гімнастика                      | Стрибки на батуті           |         |        |         |        |        |        |         |         |         | 2       |         |         |         |         |         |         |         |                   |         | 2          |
| Гандбол                         | Гандбол                     |         | ●      |         | ●      | ●      | ●      | ●       | ●       | ●       | ●       | ●       | ●       |         | ●       | ●       | ●       | ●       | 1                 | 1       | 2          |
| Дзюдо                           | Дзюдо                       |         |        |         | 2      | 2      | 2      | 2       | 2       | 2       | 2       | 1       |         |         |         |         |         |         |                   |         | 15         |
| Сучасне п'ятиборство            | Сучасне п'ятиборство        |         |        |         |        |        |        |         |         |         |         |         |         |         |         |         | ●       | ●       | 1                 | 1       | 2          |
| Академічне веслування           | Академічне веслування       |         |        |         | ●      | ●      | ●      | ●       | 2       | 4       | 4       | 4       |         |         |         |         |         |         |                   |         | 14         |
| Регбі-7                         | Регбі-7                     | ●       | ●      |         | 1      | ●      | ●      | 1       |         |         |         |         |         |         |         |         |         |         |                   |         | 2          |
| Вітрильний спорт                | Вітрильний спорт            |         |        |         |        | ●      | ●      | ●       | ●       | 2       | 2       | ●       | ●       | ●       | 2       | 2       | 2       |         |                   |         | 10         |
| Стрільба                        | Стрільба                    |         |        |         | 1      | 2      | 2      | 2       | 1       | 1       | 1       | 2       | 1       | 2       |         |         |         |         |                   |         | 15         |
| Скейтбординг                    | Скейтбординг                |         |        |         | 1      | 1      |        |         |         |         |         |         |         |         | 1       | 1       |         |         |                   |         | 4          |
| Спортивне скелелазіння          | Спортивне скелелазіння      |         |        |         |        |        |        |         |         |         |         |         |         | ●       | ●       | 1       | 1       | 1       | 1                 |         | 4          |
| Серфінг                         | Серфінг                     |         |        |         | ●      | ●      | ●      | ●       | 2       |         |         |         |         |         |         |         |         |         |                   |         | 2          |
| Настільний теніс                | Настільний теніс            |         |        |         | ●      | ●      | ●      | 1       | ●       | ●       | ●       | 1       | 1       | ●       | ●       | ●       | ●       | 1       | 1                 |         | 5          |
| Тхеквондо                       | Тхеквондо                   |         |        |         |        |        |        |         |         |         |         |         |         |         |         | 2       | 2       | 2       | 2                 |         | 8          |
| Теніс                           | Теніс                       |         |        |         | ●      | ●      | ●      | ●       | ●       | ●       | 1       | 2       | 2       |         |         |         |         |         |                   |         | 5          |
| Тріатлон                        | Тріатлон                    |         |        |         |        |        |        | 1       | 1       |         |         |         |         | 1       |         |         |         |         |                   |         | 3          |
| Волейбол                        | Пляжний волейбол            |         |        |         | ●      | ●      | ●      | ●       | ●       | ●       | ●       | ●       | ●       | ●       | ●       | ●       | ●       | 1       | 1                 |         | 2          |
| Волейбол                        | Волейбол                    |         |        |         | ●      | ●      | ●      | ●       | ●       | ●       | ●       | ●       | ●       | ●       | ●       | ●       | ●       | ●       | 1                 | 1       | 2          |
| Важка атлетика                  | Важка атлетика              |         |        |         |        |        |        |         |         |         |         |         |         |         |         | 2       | 2       | 2       | 3                 | 1       | 10         |
| Боротьба                        | Боротьба                    |         |        |         |        |        |        |         |         |         |         |         |         | ●       | 3       | 3       | 3       | 3       | 3                 | 3       | 18         |
| Розіграно медалей за день       | Розіграно медалей за день   |         |        |         | 14     | 13     | 18     | 12      | 19      | 18      | 23      | 27      | 20      | 18      | 15      | 21      | 25      | 34      | 39                | 13      | 329        |
| Разом від початку Олімпіади     | Разом від початку Олімпіади |         |        |         | 14     | 27     | 45     | 57      | 76      | 94      | 117     | 144     | 164     | 182     | 197     | 218     | 243     | 277     | 316               | 329     | 329        |
| Липень/серпень 2024             |                             |         |        |         |        |        |        |         |         |         |         |         |         |         |         |         |         |         |                   |         |            |
| 24 Сер                          | 25 Чет                      | 26 П'ят | 27 Суб | 28 Нед  | 29 Пон | 30 Вів | 31 Сер | 1 Чет   | 2 П'ят  | 3 Суб   | 4 Нед   | 5 Пон   | 6 Вів   | 7 Сер   | 8 Чет   | 9 П'ят  | 10 Суб  | 11 Нед  | Загалом дисциплін |         |            |
| Липень                          | Липень                      | Липень  | Липень | Липень  | Липень | Липень | Липень | Серпень | Серпень | Серпень | Серпень | Серпень | Серпень | Серпень | Серпень | Серпень | Серпень | Серпень | Загалом дисциплін |         |            |

## Мовлення
- Азія — Dentsu[27]
- Азербайджан — Громадське телебачення[28]
- Бразилія — Grupo Globo[29]
- Канада — CBC/Radio-Canada, TSN, RDS[30][31]
- КНР — CCTV[32]
- Європейський Союз — Discovery, Inc., Eurosport[33]
- Велика Британія — BBC[34]
- Угорщина — MTVA[35]
- Японія — Japan Consortium[36] — beIN Sports[37]

- Нова Зеландія — Sky Television[38]
- Океанія — Sky Television[38]
- Південна Корея — SBS[39]
- США — NBCUniversal[40]
- Казахстан — Хабар, Qazaqstan
- Україна  — НСТУ